# Črešnjice (Vojnik, Slovenija)
Črešnjice je naselje u slovenskoj Općini Vojniku. Črešnjice se nalazi u pokrajini Štajerskoj i statističkoj regiji Savinjskoj. 

## Stanovništvo
Prema popisu stanovništva iz 2002. godine naselje je imalo 57 stanovnika.